# Дідак Перес
Дідак Перес (ісп. Didac Pérez; нар. 7 вересня 1981) — колишній іспанський тенісист.
Найвищу одиночну позицію світового рейтингу — 162 місце досяг 9 вересня 2002, парну — 237 місце — 10 вересня 2001 року.

## Титули на челленджерах

### Одиночний розряд: (3)
| Ранг | Рік  | Турнір             | Покриття | Суперник у фіналі | Рахунок у фіналі |
| ---- | ---- | ------------------ | -------- | ----------------- | ---------------- |
| 1.   | 2001 | Будапешт, Угорщина | Ґрунт    | Орест Терещук     | 6–2, 6–3         |
| 2.   | 2002 | Ольбія, Італія     | Ґрунт    | Леонардо Ольгін   | 2–6, 6–4, 6–3    |
| 3.   | 2004 | Кальярі, Італія    | Ґрунт    | Марк Лопес Таррес | 6–4, 6–1         |

### Парний розряд: (1)
| Ранг | Рік  | Турнір           | Покриття | Партнер                  | Суперники у фіналі              | Рахунок у фіналі |
| ---- | ---- | ---------------- | -------- | ------------------------ | ------------------------------- | ---------------- |
| 1.   | 2001 | Сассуоло, Італія | Ґрунт    | Габріель Трухільйо-Солер | Мануель Джоркуера Томас Тенконі | 6–3, 6–2         |